# Північна Корея на літніх Олімпійських іграх 2012
КНДР на літніх Олімпійських іграх 2012 представляв 51 спортсмен у 10 видах спорту.

## Нагороди
| Медаль | Спортсмен    | Вид спорту     | Дисциліна                           | Дата     |
| ------ | ------------ | -------------- | ----------------------------------- | -------- |
| Золото | Ан Гиме      | Дзюдо          | Жінки, до 52 кг                     | 29 липня |
| Золото | Ом Юнчхоль   | Важка атлетика | Чоловіки, до 56 кг                  | 29 липня |
| Золото | Кім Ингук    | Важка атлетика | Чоловіки, до 62 кг                  | 30 липня |
| Золото | Лім Джон Сім | Важка атлетика | Жінки, до 69 кг                     | 1 серпня |
| Бронза | Лян Чхун Хва | Важка атлетика | Жінки, до 48 кг                     | 28 липня |
| Бронза | Ян Кьон Іл   | Боротьба       | Вільна боротьба, до 55 кг, чоловіки | 28 липня |